# 線傳飛控系統

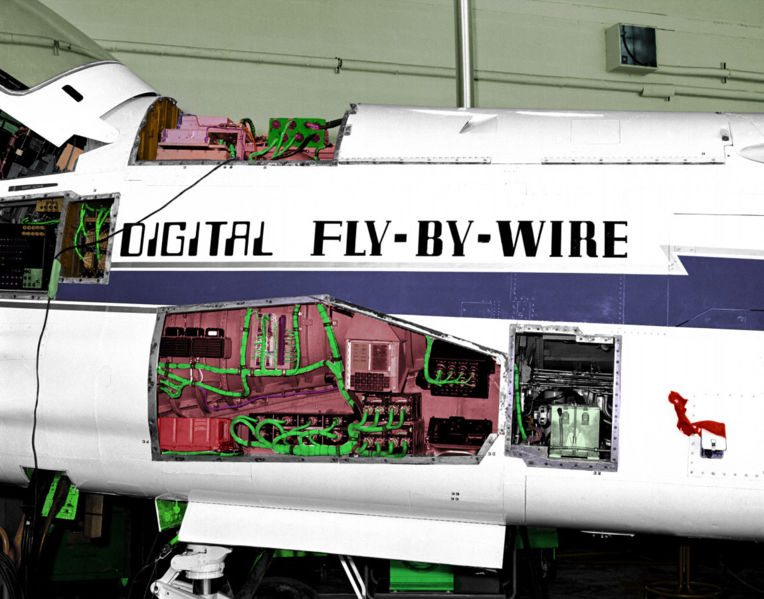
F-8戰機的电传操纵展示機

線傳飛控（英語：Fly-By-Wire，FBW）是航空领域中一種将航空器驾驶员的操纵输入，通过转换器转变为电信号，经计算机或电子控制器处理，再通过电缆传输到执行机构一种操纵系统。它省掉了传统操纵系统中的机械传动装置和液压管路，屬於X-by-wire。

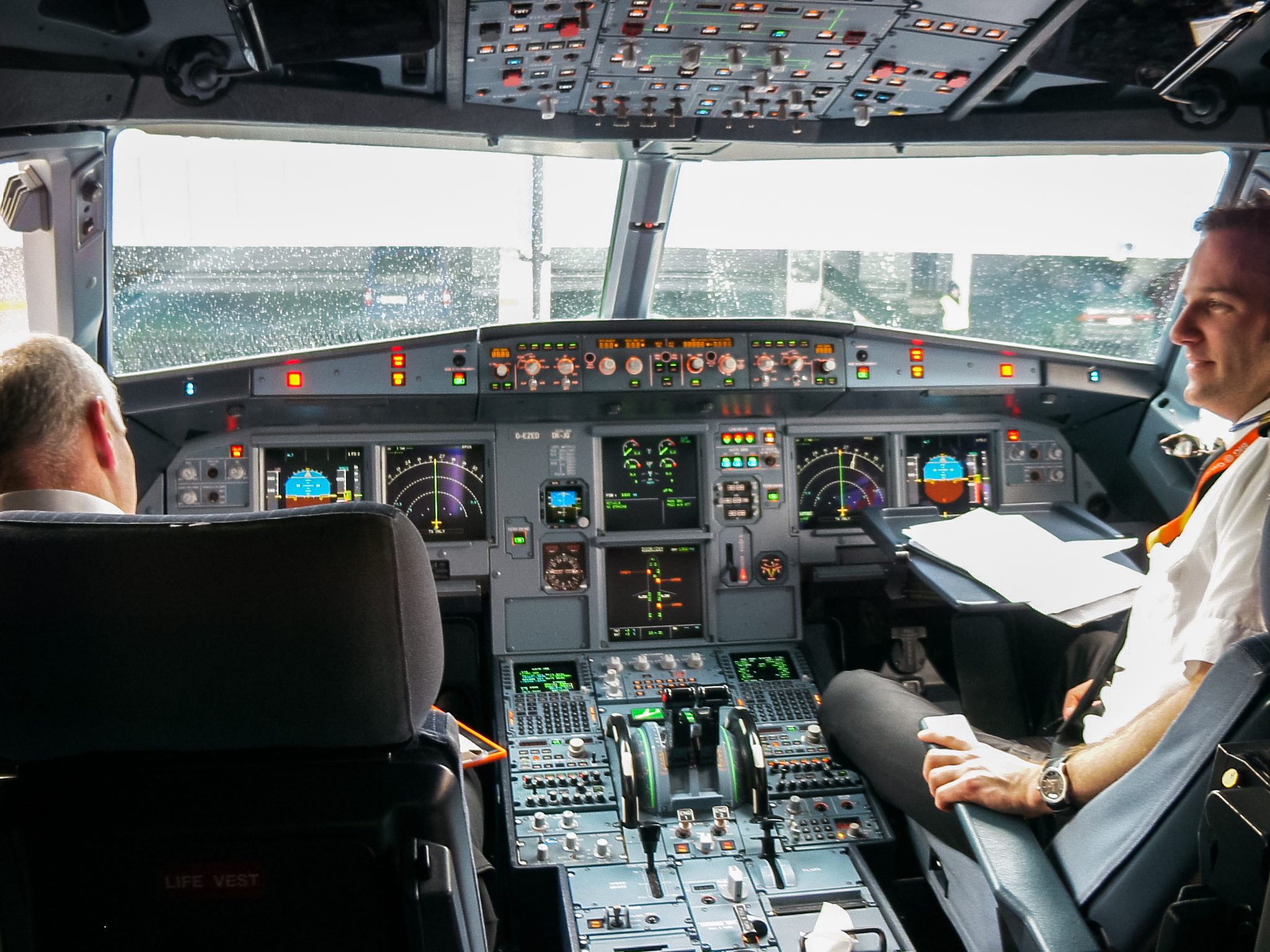
A320客機全線傳駕駛艙

机械式和液压式飞行操纵系统重量较大，需要使用滑轮和曲柄系统仔细布置穿过整个航空器的飞行操纵线系。这两个系统经常需要冗余备份装置，这又进一步增加了重量。
但是，这两个系统对处于变化中的空气动力环境只能提供有限的补偿能力。失速、螺旋以及人机耦合振荡等一些危险的飞行狀況仍有可能发生。因为这些飞行狀況取决于飞机的空气动力和结构特性而非控制系统本身。
然而通过使用计算机和电子连接，设计者能够降低航空器重量并提高可靠性。同时使用计算机还可以预防上述危险的飞行狀況。

## 概論
「电传操纵」一词从字面仅仅意味着这是一个通过电信号控制的系统。但事实上，这是一个通过计算机控制的系统。在飞行员和最终的控制执行机构或舵面之间，计算机系统通过软件程序实际上修改了飞行员（对于非飞机系统，指操作员）的输入。当然为避免危及安全性，这些程序都需要经过周密的开发和验证。
- 安全性和冗余：在飞机上，这样的控制系统一般都具有四个独立的通道。当其中的一个甚至两个通道损坏时，飞机仍然不会失去控制。为获得更高的机动性，一些电传操纵的飞机经过仔细设计静稳定性很低，甚至为负。

- 节约重量：相对传统飞机，电传操纵的飞机一般重量更小。由于可以放宽静稳定性，运输机可以减少部分重量，战斗机可以减少更多。这是由于飞机舵面现在可以做得更小了。線傳飞控首先应用于军机，之后才进入民机市场。空客系列飞机从一开始就应用电传操纵技术，而波音则是在777系列之后应用此项技术。

电传操纵系统能够更灵活地响应变化中的空气动力环境，通过控制舵面运动使得飞机对操纵输入的响应在所有飞行条件下都是一致的。电子系统需要的维护不多，而机械和液压系统却需要润滑、松紧调整、渗漏检查、更换液体等。而且，将电路系统放置在驾驶员和航空器之间能够提高安全性，例如操纵系统能够防止失速，或制止驾驶员使机身过载。
电传操纵系统实际上是用一个电子接口取代了航空器的物理操纵。驾驶员的指令被转换成电信号，飞行控制计算机（flight control computers）确定如何恰当地驱动连接在每个操纵面上的执行机构以提供想要的响应。最初的执行机构通常是液压式的，现在电动执行机构也已经被研制出来。
关于电传操纵系统的主要担忧是可靠性问题。传统的机械式或液压式操纵系统通常是逐渐失效的，而所有飞行控制计算机失效会使飞机立即处于不可控制状态。为此，大多数电传操纵系统包含有冗余计算机和一些机械式或液压式备份。这好像使电传操纵系统的一些优点变得没有意义，但是由于冗余系统只是用于紧急情况，因此这些系统可以做得更简单、更轻，而且只需提供有限的能力。
線傳飛控的概念也移植到汽車的設計，部份新型車款的油門踏板不再是舊有的機械方式連動節汽門，而改成電子元件感應踏板踩踏的程度，經電子訊號傳遞到改由馬達開閉的節汽閥。這樣的設計又俗稱為「電子油門」，常與定速巡航系統搭配使用。未來連方向盤及煞車也將電子化。

#### 模拟

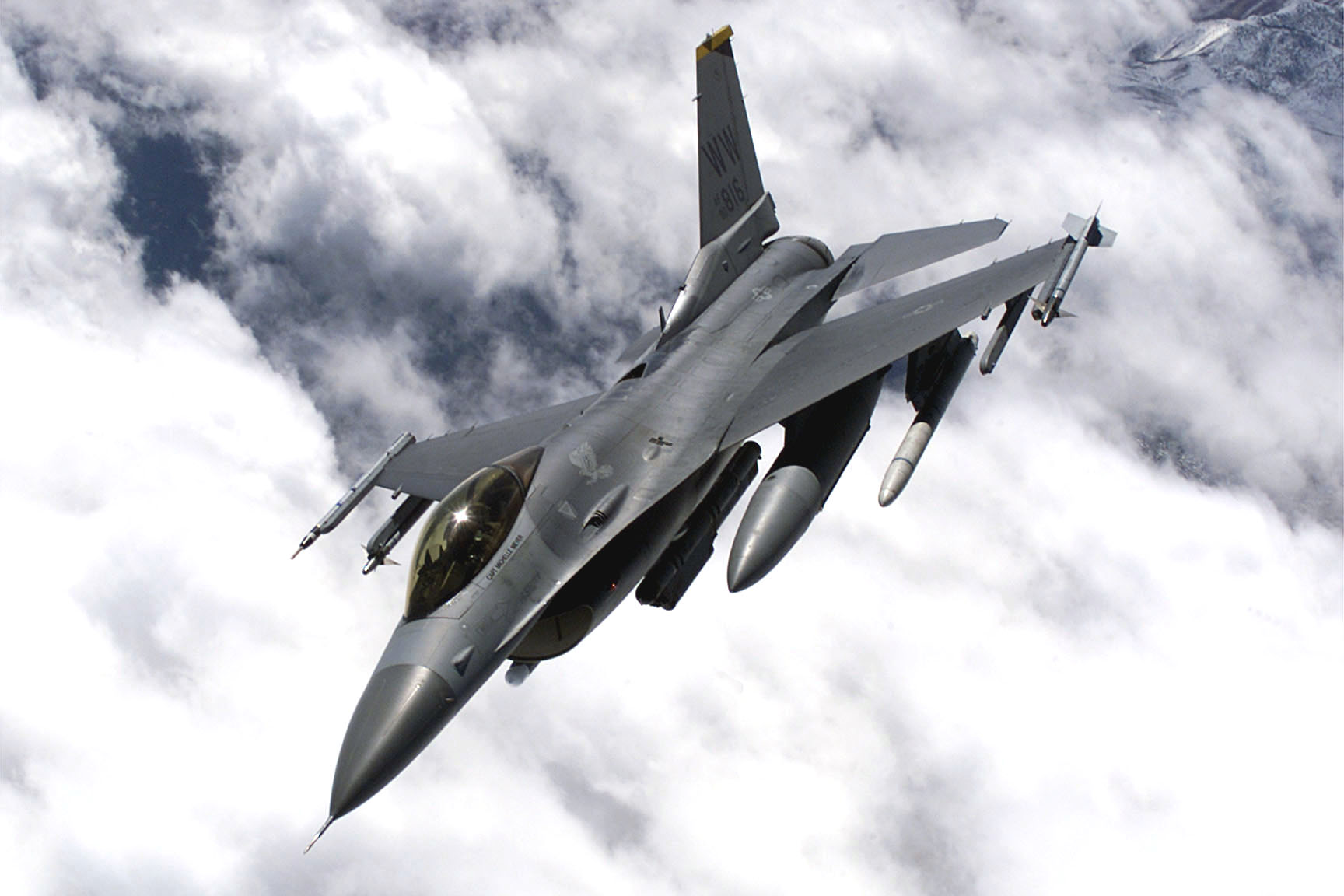
F-16是第一款静不稳定的線傳飛控戰機

电传飞行操纵系统取消了复杂、脆弱和笨重的液压式飞行操纵系统的机械回路，用电子线路取而代之。现在，驾驶舱操纵装置操作的是能够产生相应指令的信号换能器。这些指令由一个电子控制器处理。如今自动驾驶仪也是电子控制器的一部分。
除了机械伺服阀被电控伺服阀外，液压回路也做类似处理。这些阀门由电子控制器操作。二十世纪五十年代，一种模拟式电传飞行操纵系统首次被安装在Avro Vulcan上，这是一种最简单、最早的构型。
在这种构型中，飞行操纵系统必须模拟“感觉”。电子控制器操作电子感觉装置，以提供作用在人工操纵装置上的合适的“感觉”力。这种系统仍在EMBRAER 170和190中使用，并曾在协和飞机中使用，它也是首先采用电传操纵系统的客机。在更复杂的版本中，模拟计算机取代了电子控制器。二十世纪五十年代生产的加拿大超音速歼击机Avro CF-105 Arrow就是采用这种方式的。模拟计算机也允许定制一些飞行操纵特性，包括放宽静稳定度。早期版本的F-16也采用了这一技术，使得它具有了令人印象深刻的机动性。

#### 数字

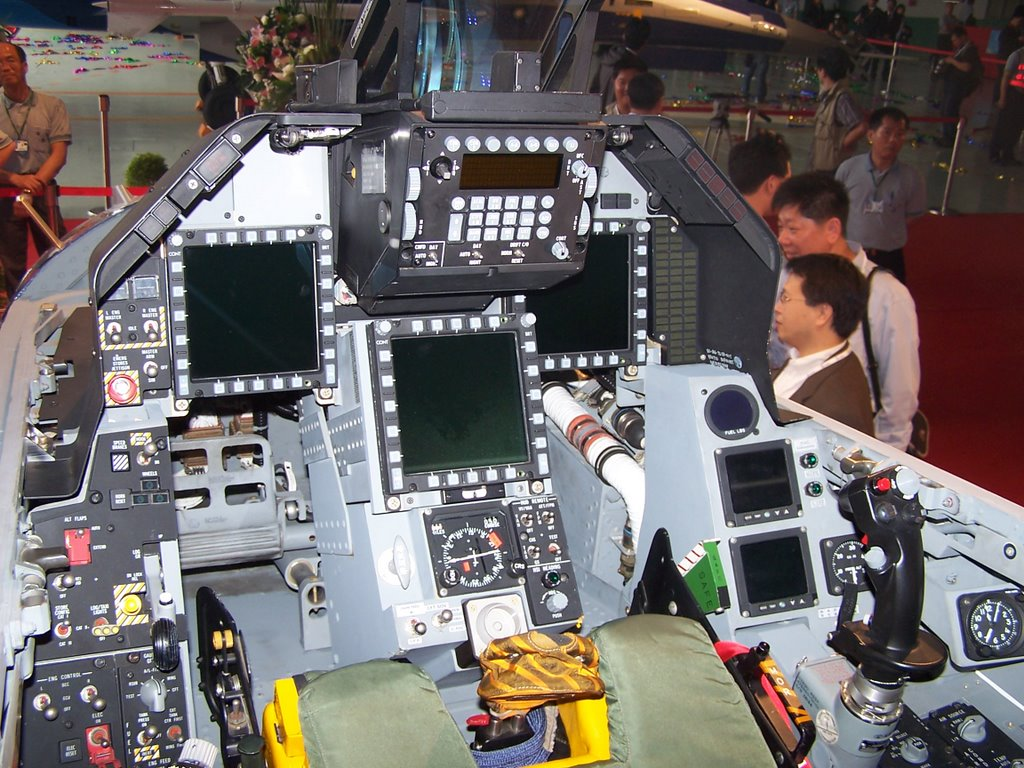
中華民國F-CK-1經國號戰鬥機數位化儀表版

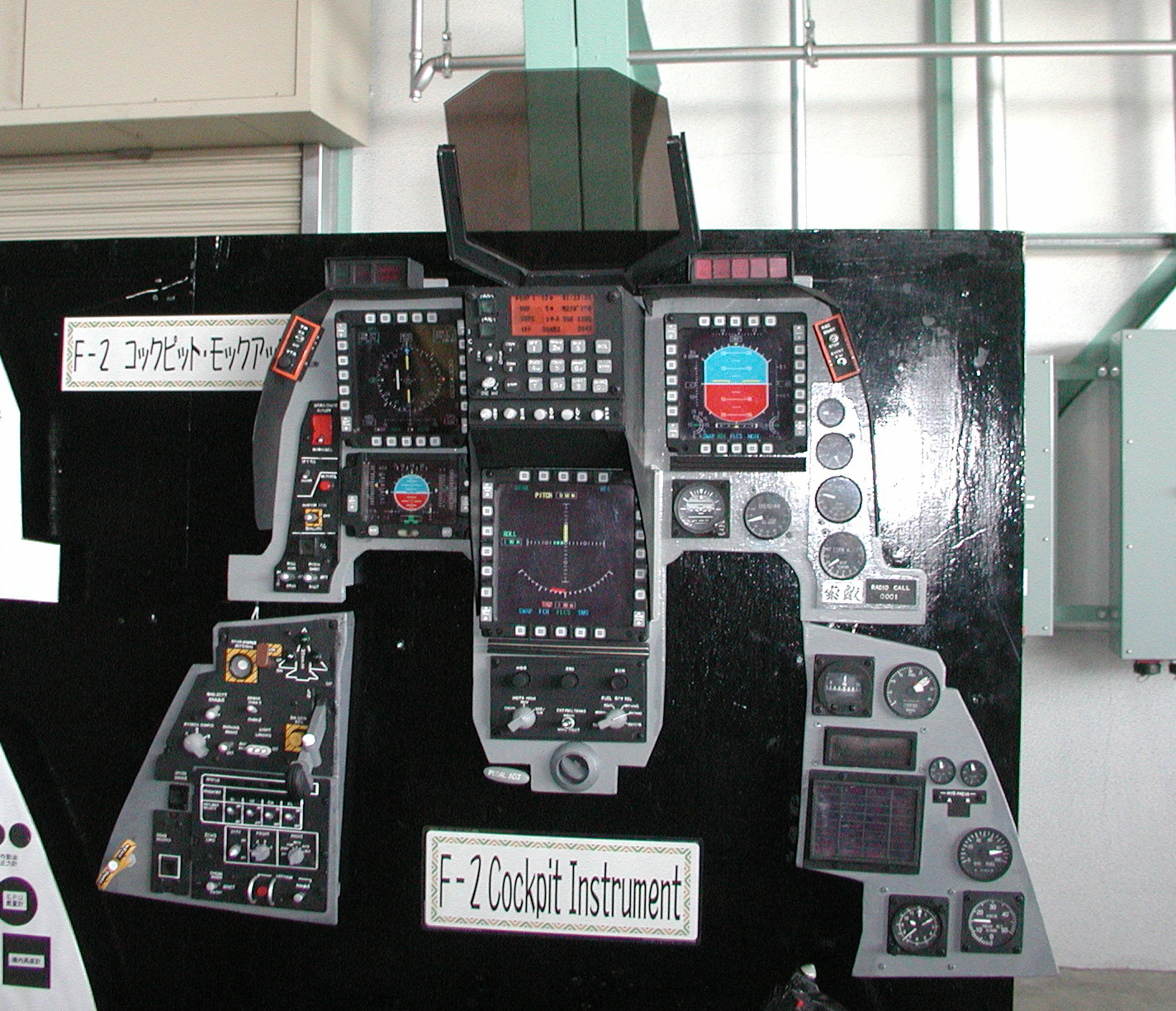
日本F-2儀表版為數位化

数字电传飞行操纵系统与模拟式的相似。不过信号处理是由数字计算机完成的。驾驶员实际上是“通过计算机飞行”。由于数字计算机能够接收来自航空器上任何传感器的输入信号，使得灵活性得到增强。由于系统不依赖于模拟控制器中临界电子元件的额定值，使得稳定性也得到增强。
数字计算机中的程序让设计者能够精确地裁制航空器的操纵特性。例如，通过防止驾驶员超过预设的限制（航空器的飞行包线），软件能避免航空器被危险地操纵。软件也可用于过滤操纵输入以避免驾驶员诱发的摆动。
在这样的航空器中，侧杆或常规驾驶杆均能使用。虽然侧杆具有轻便、机械结构简单等好处，但波音公司认为缺少视觉反馈是侧杆的一大问题，因此在波音777和787中仍使用常规驾驶杆。
用计算机控制航空器飞行使得驾驶员的工作负担减轻。现在，在放宽静稳定度的情况下飞行航空器是可能的。对于军用航空器，主要好处是能够得到更好的飞行性能。数字飞行操纵系统使本身并不稳定的航空器能够正常飞行，例如F-117夜鷹式戰鬥機（F-117 Nighthawk）。1972年，美国NASA改装的F-8十字軍式戰鬥機（F-8C Crusader）成为第一个采用数字电传操纵的航空器。美国航天飞机（1982年首飞）具有数位电传操纵系统。1984年，空中巴士A320成为第一款采用数字电传操纵系统的客机。2005年，达索猎鹰7X成为第一款采用数字电传操纵系统的公务机。2007年，塞考斯基公司的H-92直升機是第一種採用線傳飛控的直升機。
在军用航空器上，由于能够避免液压失效，电传操纵提高了战斗生存能力。军用航空器在战斗中损失的一个常见原因是，损伤造成的液压渗漏导致航空器失去控制。大多数军用航空器有几套完整的冗余液压系统，但是液压管线经常铺设在一起，容易同时损坏。用了电传操纵系统，线路铺设变得更加灵活，这样比起液压管路来更容易保护，对损伤的敏感度也减弱了。
美国联邦航空總署（FAA）采纳了RTCA/DO-178B“机载系统和设备审定的软件因素”作为航空软件的审定标准。数字电传操纵系统中任何涉及安全的关键部件，包括控制法则（control law）和操作系统，必须达到DO-178B中的A级审定标准，这个标准适用于可能的灾难性故障。
但是对于计算机化、数字电传操纵系统最令人担忧的问题是可靠性，甚至比模拟系统还严重。这是因为运行软件的计算机是驾驶员和操纵面之间唯一的控制路径。如果计算机软件崩溃了，驾驶员将无法操纵航空器。因此，实际上所有电传操纵系统都是三到四冗余：有三个或四个计算机并行工作，并都有各自独立的线路连接到每个操纵面。如果一个或两个计算机崩溃了，其他的继续工作。另外，最早期的数字电传操纵航空器也有一个模拟电子、机械或液压备份操纵系统。
对于客机，冗余度可以提高安全性。由于取消一些笨重的机械部件使得重量减轻，飞行的经济性也得到改善。
波音和空客在它们的电传操纵理念上是不同的。空客飞机中，计算机一直保持最大限度的控制，并且不允许驾驶员在正常的飞行包线以外飞行。波音777中，驾驶员能够操控该系统，紧急情况时允许飞机在包线外飞行。从空客A320开始的模式已经在空客系列中得到延续。波音787在控制法则上做了一些小改进，采纳了一些空客在过去已经采取的保护措施。

#### 光纤式
在有些场合，光纤飞控系统已取代了电传飞控系统。与后者相比，光纤的数据传输率更高，并且不受电磁干扰的影响。绝大部分的情况下，光纤飞控系统只是简单的利用光纤取代了原来的电缆。因此这种系统有时也称作“光传飞控”。而且整个系统的软件及数据传输协议则基本保持不变。

#### 电驱式
既然电传操纵系统取消了机械回路，那么下一步就是取消笨重的液压回路了。人们采用电力回路来取代液压回路。电力回路驱动电动或电动液压执行机构，而数字飞行控制计算机则控制着这些这些机构。这样就保留了电传操纵的所有优点。
这种系统最大的优点有：节省重量；配备更多冗余电力回路的可能性；飞控系统和航电系统更高的集成性。取消液压回路极大地降低了维护成本。这种系统目前应用于洛克西德·马丁公司的F-35，也用作空客A380的备份飞控系统。

#### 智慧式
智慧式飞控系统是现代数位式电传操纵系统的一种扩充，其目的是增强对飞行中的损坏或失效等紧急情况的控制性。这些紧急情况包括液压系统失效、方向舵脱落、副翼脱落、一个發動機失效等。这种系统目前还处于实验阶段。赛斯纳公司的一个小型飞机驾驶员曾驾驶一架模拟此类严重损坏的全尺寸小型喷气飞机成功着陆。大型飞机上目前尚无此类应用。据报道，此类系统在很大程度上只是增强了全數位电传操纵系统的软件部分。